# Povodje
Povodje – wieś w Słowenii, w gminie Vodice. W 2018 roku liczyła 22 mieszkańców.